# Polycarpa albatrossi
Polycarpa albatrossi är en sjöpungsart som först beskrevs av Van Name 1912.  Polycarpa albatrossi ingår i släktet Polycarpa och familjen Styelidae. Inga underarter finns listade i Catalogue of Life.